# Bataille de Gqokli Hill
Guerre zoulou-ndwandwe
La bataille de Gqokli Hill est livrée en avril 1818 au KwaZulu-Natal en Afrique du Sud, près d'Ulundi, pendant la guerre qui oppose les clans ngunis rivaux zoulous et ndwandwe et qui conduit à l'édification du royaume zoulou. Le chef zoulou Chaka remporte une victoire difficile mais décisive sur les Ndwandwes, commandés par leur roi Zwide.